# Мітч Бут
Мітч Бут (англ. Mitch Booth, 4 січня 1963) — австралійський яхтсмен.
Срібний призер Олімпійських Ігор 1996 року в класі Торнадо, бронзовий призер 1992 року в класі Торнадо.
Бронзовий призер Чемпіонату світу в класі Торнадо 2003 року.
Чемпіон Європи в класі Торнадо 2004 року, срібний призер 2002 року, бронзовий призер 2005 року.